# Џозеф Ерлангер
Џозеф Ерлангер (5. јануар 1874 — 5. децембар 1965) је био амерички физиолог који је најпознатији по својим доприносима у области неуронауке. Заједно са Хербертом Спенсером Гасером, идентификовао је неколико варијетета нервних влакана и успоставио везу између брзине акционог потенцијала и пречника влакна. За ова достигнућа добили су Нобелову награду за физиологију или медицину 1944. године.

## Биографија
Ерлангер је рођен 5. јануара 1874. године у Сан Франциску, Калифорнија. Његова породица је била јеврејског порекла, његови родитељи су емигрирали из Краљевине Виртемберга у Немачкој и упознали су се у Калифорнији током златне грознице. Џозеф је био шесто од седморо деце. Дипломирао је хемију на Калифорнијском универзитету у Берклију 1895. Затим је завршио докторат 1899. на Медицинском факултету Џон Хопкинс у Балтимору, Мериленд, где је завршио други у својој класи.
Након дипломирања, Ерлангер је стажирао у болници Џонс Хопкинс код Вилијама Ослера и радио у физиолошкој лабораторији. Ерлангер је у школи држао и предавања о варењу и метаболизму. Ерлангер је такође био заинтересован за кардиологију, посебно за начин на који се ексцитација преноси из атријума у комору и истраживао је са Артхуром Хиршфелдером. Ерлангер је развио и патентирао нови тип сфигмоманометра који би могао да мери крвни притисак из брахијалне артерије. Док је радио на медицинској школи Џонс Хопкинс 1901. године, Ерлангер је објавио рад о дигестивном систему паса. Овај рад је привукао пажњу Вилијама Хенрија Хауела, професора физиологије на Медицинском факултету Џонс Хопкинс. Хауел је ангажовао Ерлангера као доцента. Ерлангер је унапређен у ванредног професора нешто пре 1906. године.
Године 1906. Ерлангер је прихватио позицију прве катедре за физиологију на Универзитету Висконсин у Медисону. Године 1910. одлази да би преузео позицију професора на Вашингтонском универзитету у Сент Луису; овде је универзитет понудио Ерлангеру више средстава за његове пројекте. Херберт Спенсер Гасер, Ерлангеров бивши ученик у Висконсину, придружио се Ерлангеровој лабораторији убрзо након пресељења. Током Првог светског рата, пар је допринео истраживању ефеката шока. Као део овог рада, Ерлангер је успео да произведе срчани блок на животињском моделу тако што је стегао Хисов сноп. Заједно су успели да појачају акциони потенцијал ишијадичног нерва жабе 1922. године и објавили резултате у American Journal of Physiology. Неизвесно је зашто је пар имао тако изненадну промену интересовања за неуронауку, пошто је Ерлангер већ био широко поштован у области кардиологије.
Ерлангер и Гассер су успели да модификују Western Electric осцилоскоп да ради на ниским напонима. Пре ове модификације, једина доступна метода за мерење неуронске активности био је електроенцефалограф, који је могао да покаже само електричну активност великих размера. Са овом технологијом, они су били у стању да запазе да се акциони потенцијали јављају у две фазе — скок (почетни скок) праћен накнадним скоком (секвенца спорих промена потенцијала). Открили су да су неурони пронађени у многим облицима, сваки са сопственим потенцијалом ексцитабилности. Овим истраживањем, пар је открио да је брзина акционих потенцијала директно пропорционална пречнику нервног влакна. Партнерство је окончано 1931. године, када је Гасер прихватио позицију на Универзитету Корнел. За ова открића су 1944. године добили Нобелову награду за медицину или физиологију.
Умро је од срчане болести 5. децембра 1965. у Сент Луису, Мисури. Кућа Џозефа Ерлангера у Сент Луису је 8. децембра 1976. проглашена националним историјским обележјем као зграда од националног значаја. Дана 22. јануара 2009. године, Међународна астрономска унија дала је име једном кратеру на Месецу по њему.